# تپه الوسجرد
تپه الوسجرد مربوط به سدهٔ ۵ تا ۹ ه.ق است و در شهرستان ساوه، بخش مرکزی، دهستان قره چای، روستای الوسجرد واقع شده و این اثر در تاریخ ۲۵ آبان ۱۳۸۷ با شمارهٔ ثبت ۲۳۷۹۸ به‌عنوان یکی از آثار ملی ایران به ثبت رسیده است.